# Eric Rosen
Eric Rosen (* 3. September 1993 in Evanston, Illinois) ist ein US-amerikanischer Internationaler Meister (IM) im Schach. Weltweite Bekanntheit erlangte er als Webvideoproduzent für Lehrvideos und Onlineschach auf Youtube und Twitch.

## Leben
Rosen wuchs in Skokie, einem Vorort von Chicago, auf. Er lernte die Schachregeln im Alter von sieben Jahren. Zwei Jahre später gewann er ein Schülerturnier des Bundesstaates Illinois. Er wurde früh professionell trainiert, unter anderem von Tamara Golovey, Dmitry Gurevich, Yury Shulman und Mesgen Amanow. Im Jahr 2007 erreichte er erstmals eine nationale Wertung über 2000 Punkten und gewann 2009 die US-Junior Open in Milwaukee. Im selben Jahr wurde er Nationaler Meister der United States Chess Federation. 2011 gewann er die nationale „'K-12 Championship“ (für High-School-Besucher) und schaffte bei der U18-WM in Caldas Novas die 1. IM-Norm. Die zweite IM-Norm erfüllte Rosen 2013 beim North American Masters in Skokie, 2015 sicherte er sich die 3. IM-Norm bei den Philadelphia Open mit einem 1. Platz in der Kategorie der U2400-Spieler. Kurz darauf erfüllte er bei den Chicago Open eine vierte IM-Norm und erreichte im Juni 2015 mit 2423 sein bisher höchstes FIDE-Rating. In der United States Chess League spielte Rosen von 2009 bis 2011 für Chicago Blaze.
In den Jahren 2015–17 absolvierte Rosen an der Webster University (Missouri) erfolgreich ein Bachelor-Studium im Fach „Interaktive digitale Medien“. Dort spielte er auch für das hochkarätige und international erfolgreiche universitäre SPICE-Team (Susan Polgar Institute for Chess Excellence). Nach dem Studium begann er als Freier Mitarbeiter (Freelancer) zu arbeiten, unter anderem als Schachlehrer, Schachfotograf und Webvideoproduzent. Rosen lebt heute (2019) in St. Louis.

## Trivia
Eric Rosen gewann mindestens zweimal gegen den amtierenden Weltmeister Magnus Carlsen im Onlineschach. Bei der ersten Partie im Bullet-Schach (1+0) spielte Carlsen anonym unter einem neuen Account, und Rosen erfuhr erst hinterher, wer sein Gegner war. Dieser Erfolg brachte Rosen am 17. November 2018 auf die Titelseite des Social-News-Portals Reddit. Die zweite Partie gewann Rosen im Februar 2019 in der Schachvariante Chess960 mit Bedenkzeit 2+1. Anfang Juli 2020 erreichte er die 100.000 Abonnenten auf YouTube und 500.000 Abonnenten im Oktober 2021.

## Verweise
1. ↑  Illinois State Chess Tournament, Bloomington, 29.3.2003 bis 30.3.2003. Abgerufen am 27. September 2019 (englisch).
2. 1 2 3 4  Eric Rosen: Timeline of Career Highlights. Abgerufen am 27. Oktober 2019 (englisch).
3. ↑  Rosen Wins Junior Open as Closed Kicks Off, Milwaukee, July 10-12, 2009. Abgerufen am 27. September 2019 (englisch).
4. ↑  Rosen Tops High School Nationals, Nashville, 28 April - 1 May 2011. Abgerufen am 27. September 2019 (englisch).
5. ↑  Sucesso in Brazil, 30.11.2011. Abgerufen am 27. September 2019 (englisch).
6. 1 2  Title Applications 86th FIDE Congress 2015, 1-9 September, Abu Dhabi, UAE International Master (IM) Rosen, Eric S. In: FIDE. Abgerufen am 4. November 2019 (englisch).
7. ↑  Eric Rosen: FIDE Rating Progress Chart. Abgerufen am 27. Oktober 2019 (englisch).
8. ↑  SPICE: Chess Team Accomplishments. Archiviert vom Original (nicht mehr online verfügbar) am 17. September 2019; abgerufen am 3. November 2019 (englisch).
9. ↑  Eric Rosen Bio. Abgerufen am 3. November 2019 (englisch).
10. ↑  The Perpetual Chess Podcast: Episode 130 - IM Eric Rosen returns. Abgerufen am 3. November 2019 (englisch).
11. ↑  Youtube:Unknowingly Beating the World Chess Champion. Abgerufen am 3. November 2019 (englisch).
12. ↑  Reddit:Small time chess streamer enters... Abgerufen am 3. November 2019 (englisch).
13. ↑  Youtube:Playing the World Chess Champion in Chess960. Abgerufen am 3. November 2019 (englisch).

| Personendaten    | Personendaten                   |
| ---------------- | ------------------------------- |
| NAME             | Rosen, Eric                     |
| KURZBESCHREIBUNG | US-amerikanischer Schachspieler |
| GEBURTSDATUM     | 3. September 1993               |
| GEBURTSORT       | Evanston, Illinois              |